# Running Scared (пісня)
«Running Scared» (азерб. Ürküb Qaçan; укр. Панічна втеча) — пісня, з якою Ельдар Гасимов і Нігяра Джамал (під псевдонімами Ell & Nikki) здобули перемогу на Міжнародному пісенному конкурсі Євробачення 2011 в Дюссельдорфі, Німеччина.
Пісня «Running Scared» написана шведською авторською командою — Стефаном Орном, Сандрою Б'юрман і Аяном Фаргухансоном, які також є авторами пісні для іншої виконавиці від Азербайджану на «Євробаченні» — Сафури Алізаде («Drip Drop»).

## Позиції в чартах
| Чарт               | Найвища позиція |
| ------------------ | --------------- |
| Ісландія (Tonlist) | 29              |
| Росія (TopHit)     | 318             |
| Словаччина (IFPI)  | 57              |